# Crisis del petróleo de 1979

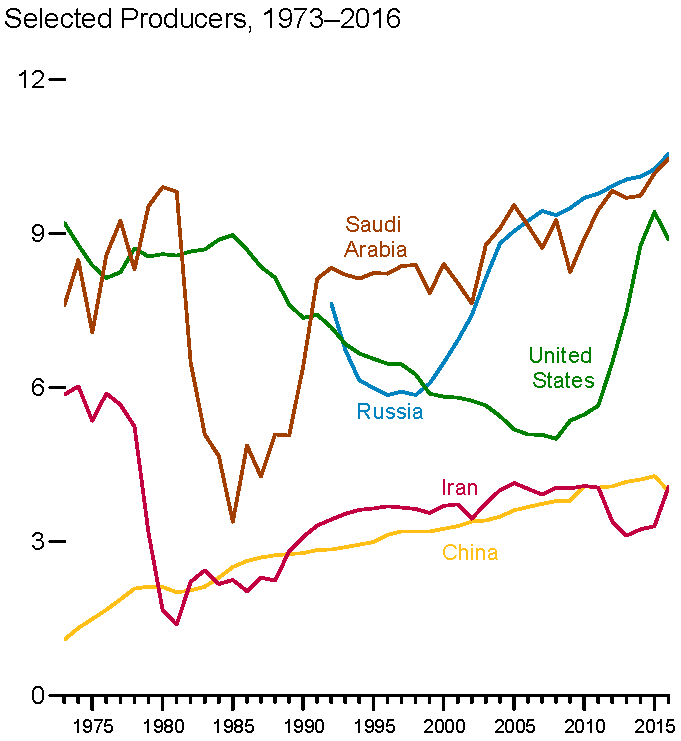
Gráfico de los principales países productores de petróleo, que muestra una caída en la producción de Irán.

La crisis del petróleo de 1979, también conocida como segunda crisis del petróleo, tras la habida en 1973, se produjo bajo los efectos conjugados de la revolución iraní y de la guerra Irán-Irak. El precio del petróleo se multiplicó por 2,7 desde mediados de 1978 hasta 1981.

## Cronología

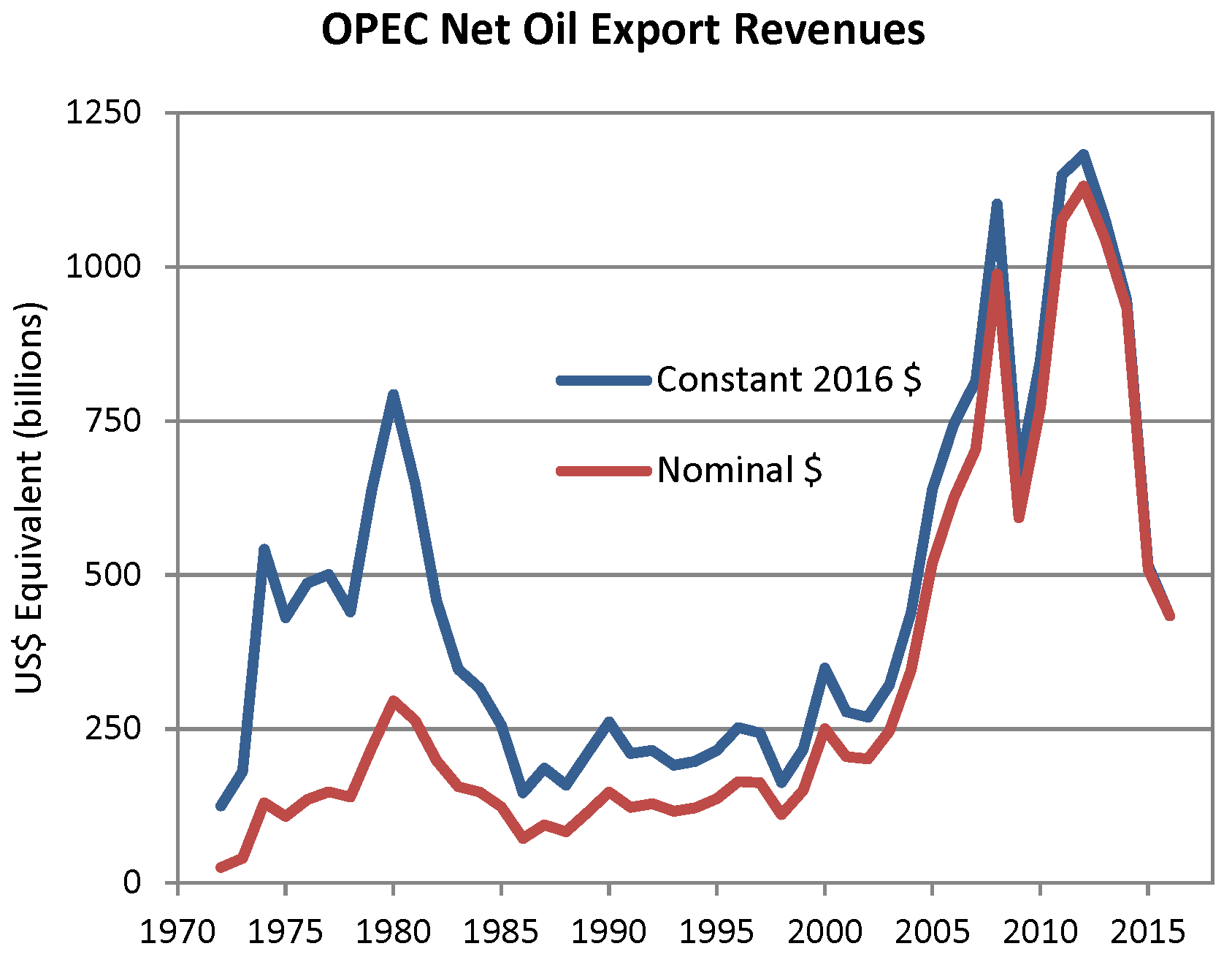
Exportaciones de la OPEP en dólares constantes y nominales (1972-2007). Se pueden observar también los picos de 1973 y 2005.

El 8 de septiembre de 1978 es el Viernes Negro en Teherán: se producen revueltas en contra del Sha (a pesar de que se había declarado la ley marcial) duramente reprimidas por el ejército. En noviembre, 37.000 trabajadores de las refinerías iraníes se declaran en huelga, pasando la producción de 6 millones de barriles diarios a 1,5, y numerosos trabajadores extranjeros abandonan por su parte el país. Finalmente, a instancias del primer ministro Shapur Bajtiar, el Sha huye del país el 16 de enero de 1979.
El 22 de septiembre de 1980 comienza la guerra entre Irán e Irak. El precio del barril de petróleo alcanza los 39 dólares, que teniendo en cuenta la inflación se corresponden con 150,05 dólares de diciembre de 2021. La congelación de exportaciones iraníes provoca la casi instantánea subida de precios, lo que afecta al mercado global del petróleo.
En este nuevo contexto:
- Japón se ve privado de una parte considerable de sus suministros
- Tras dos años de relativa abundancia y gran estabilidad de precios, el nivel de las reservas es muy pequeño en todos los países

Así, la alarma se extiende y los países de todo el mundo intentan reconstituir su capital. Se adoptan medidas: restricciones al consumo, se subvenciona la importación (Estados Unidos); simultáneamente los especuladores aprovechan la situación para hacer negocio. Y todo ello a pesar del aumento de la producción saudí y el reinicio parcial de exportaciones iraníes. Tanto la OPEP como otros países productores aprovechan la situación: Los precios se disparan.
Finalmente, a finales de 1981 la situación se empieza a normalizar con la bajada generalizada de precios por parte de los países productores.

## Enlaces relacionados
- Crisis del petróleo de 1973
- Geopolítica petrolera
- Mal holandés
- OPEP
- Petróleo
- Teoría del pico de Hubbert

otras crisis económico-financieras
- Crac del 29 y Gran Depresión
- Crisis del petróleo de 1973
- Lunes negro (1987)
- Crisis financiera asiática de 1997
- Burbuja puntocom (1995-2002)
- Gran Recesión de 2008
- Colapso del mercado de valores de 2020